# RUNAWAY (麻倉未稀の曲)
「RUNAWAY」（ランナウェイ）は、1985年5月21日に発売された麻倉未稀の13枚目のシングル。発売元はキングレコード/CRYSTAL BIRD。

## 概要
A面曲「RUNAWAY」は、アメリカのロックバンドのボン・ジョヴィが1984年1月に発表した1stアルバム『夜明けのランナウェイ』(原題：Bon Jovi) 収録曲で後にシングルカットされた「Runaway」のカバー曲。1985年4月16日から1985年10月29日までTBS系列で火曜8時台に放送されたテレビドラマ『乳姉妹』(ちきょうだい) の主題歌として使用された。
B面曲「ワンダフル・ワールド」は、アルバム『Love Again』からのシングルカット。

## 収録曲
1. RUNAWAY
作詞・作曲：J. Bon Jovi / G. Karak / 訳詞：松井五郎 / 編曲：戸塚修
2. ワンダフル・ワールド
作詞：麻倉未稀 / 作曲：Michael Lin / 編曲：梅垣達志